# Cornelis Andries Backer
Cornelis Andries Backer (1874-1963) fue un biólogo, botánico, pteridólogo y explorador neerlandés.
Trabajó en Weltevreden (Batavia, hoy Yakarta) y entusiastamente recolectó y estudió la flora de Java.
Fue empleado de la "Estación Experimental de Pasoeroean" para estudiar la industria de la caña de azúcar de Java, de 1925 a 1931, y registrar las malezas en los campos de caña de azúcar. Publicadas sus conclusiones, vuelve a Holanda, asentándose en Heemstede (cerca de Haarlem), continuando su obra de la flora de Java. En 1936 es galardonado con el grado honorario de Dr. en la Universidad de Utrecht, publicando ese año: ‘Verklarend Woordenboek’.

## Otras publicaciones
- Backer, CA. 1907. ‘Flora van Batavia’
- ----. 1908.  ‘Voorlooper eener schoolflora voor Java’
- ----. 1911. ‘Schoolflora voor Java’
- ----; DF van Slooten. 1924. ‘Geïllustreerd handboek der Javaansche theeonkruiden etc.’ Batavia
- ----. 1924, 1928. ‘Handboek voor de flora van Java’
- ----; O Posthumus. 1939. ‘Varenflora voor Java’
- ----. 1940, 1948. ‘Beknopte flora van Java’. Edición mimeografiada de emergencia, 7 partes, 1940-48)

## Honores

### Eponimia
Género
- (Melastomataceae) Backeria Bakh.f. 1943

- La abreviatura «Backer» se emplea para indicar a Cornelis Andries Backer como autoridad en la descripción y clasificación científica de los vegetales.[2]